# Mare principe
Mare principe este un titlu monarhic european intermediar între principe suveran și rege. Cele mai cunoscute mari principate din istorie sunt Marele Principat al Lituaniei (1248 - 1795), Marele Principat al Moscovei (1363 - 1547; ultimul mare principe al Moscovei, Ivan cel Groaznic se va proclama "țar" al Rusiei în anul 1547), Marele Principat al Transilvaniei (1765 - 1867) și Marele Principat al Finlandei (1809 - 1917). În Imperiul Rus titlul de mare principe devine nobiliar, fiind purtat de membrii familiei imperiale.